# Woody Hayes Trophy
Die Woody Hayes Trophy ist ein Preis, der jährlich dem besten Head Coach im College Football der Vereinigten Staaten verliehen wird. Der Preis ist nach Woody Hayes, dem ehemaligen Trainer der Ohio State Buckeyes und der Miami University, benannt. Er wird seit 1977 jährlich vom Touchdown Club of Columbus verliehen. Aktueller Preisträger ist Dabo Swinney von der Clemson University.

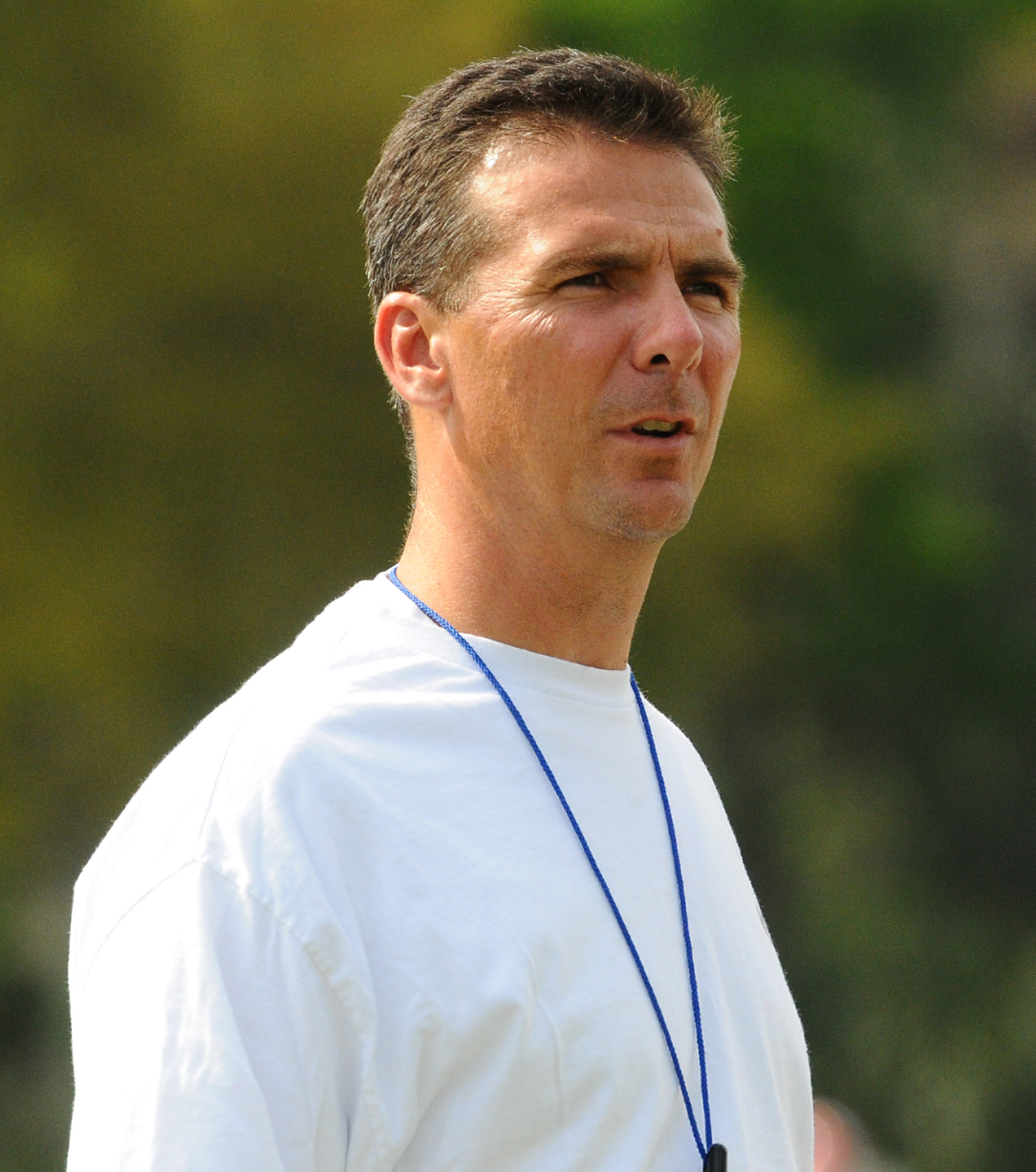
Der zweimalige Woody Hayes Trophy Gewinner Urban Meyer

## Gewinner
| Jahr | Trainer          | Schule              |
| ---- | ---------------- | ------------------- |
| 1977 | Lou Holtz        | Arkansas            |
| 1978 | Joe Paterno      | Penn State          |
| 1979 | Earle Bruce      | Ohio State          |
| 1980 | Vince Dooley     | Georgia             |
| 1981 | Danny Ford       | Clemson             |
| 1982 | Joe Paterno      | Penn State          |
| 1983 | Tom Osborne      | Nebraska            |
| 1984 | Don James        | Washington          |
| 1985 | Bo Schembechler  | Michigan            |
| 1986 | Joe Paterno      | Penn State          |
| 1987 | Dick MacPherson  | Syracuse University |
| 1988 | Lou Holtz        | Notre Dame          |
| 1989 | Keine Verleihung | Keine Verleihung    |
| 1990 | Bobby Ross       | Georgia Tech        |
| 1991 | Don James        | Washington          |
| 1992 | Dennis Erickson  | Miami (FL)          |
| 1993 | Don Nehlen       | West Virginia       |
| 1994 | Tom Osborne      | Nebraska            |
| 1995 | Gary Barnett     | Northwestern        |
| 1996 | Bryce Snyder     | Arizona State       |
| 1997 | Lloyd Carr       | Michigan            |
| 1998 | Phil Fulmer      | Tennessee           |
| 1999 | Frank Beamer     | Virginia Tech       |
| 2000 | Bob Stoops       | Oklahoma            |
| 2001 | Ralph Friedgen   | Maryland            |
| 2002 | Jim Tressel      | Ohio State          |
| 2003 | Bob Stoops       | Oklahoma            |
| 2004 | Urban Meyer      | Utah                |
| 2005 | Joe Paterno      | Penn State          |
| 2006 | Jim Tressel      | Ohio State          |
| 2007 | Mark Mangino     | Kansas              |
| 2008 | Mike Leach       | Texas Tech          |
| 2009 | Gary Patterson   | TCU                 |
| 2010 | Jim Harbaugh     | Stanford            |
| 2011 | Bill Snyder      | Kansas State        |
| 2012 | Urban Meyer      | Ohio State          |
| 2013 | Gus Malzahn      | Auburn              |
| 2014 | Gary Patterson   | TCU                 |
| 2015 | Kirk Ferentz     | Iowa                |
| 2016 | James Franklin   | Penn State          |
| 2017 | Scott Frost      | UCF                 |
| 2018 | Dabo Swinney     | Clemson             |